# Eublemma marginula
Eublemma marginula is een vlinder van de familie van de spinneruilen (Erebidae). De wetenschappelijke naam van deze soort is voor het eerst voorgesteld als Micra marginula door Herrich-Schäffer in een publicatie uit 1851.
De soort komt voor in Kazachstan.